# Antaresia
Antaresia is een geslacht van slangen uit de familie pythons (Pythonidae).

## Naam en indeling
De wetenschappelijke naam van de groep werd voor het eerst voorgesteld door Richard Walter Wells en Cliff Ross Wellington in 1984. Er zijn vier soorten. De wetenschappelijke naam Antaresia is afgeleid van de naam van de ster Antares.

### Soorten
Het geslacht omvat de volgende soorten, met de auteur en het verspreidingsgebied.
| Naam                                  | Auteur       | Verspreidingsgebied                                                                             |
| ------------------------------------- | ------------ | ----------------------------------------------------------------------------------------------- |
| Gevlekte python (Antaresia childreni) | Gray, 1842   | Australië (Noordelijk Territorium, Queensland, West-Australië)                                  |
| Antaresia maculosa                    | Peters, 1873 | Australië (New South Wales, Queensland), Papoea-Nieuw-Guinea)                                   |
| Antaresia perthensis                  | Stull, 1932  | Australië (West-Australië)                                                                      |
| Antaresia stimsoni                    | Smith, 1985  | Australië (New South Wales, Noordelijk Territorium, Queensland, West-Australië, Zuid-Australië) |

## Verspreiding en habitat
Drie soorten komen endemisch voor in Australië, de soort Antaresia maculosa komt daarnaast voor in Papoea-Nieuw-Guinea. De habitat bestaat uit savannes, scrublands, vochtige en drogere tropische en subtropische bossen.

## Beschermingsstatus
Door de internationale natuurbeschermingsorganisatie IUCN is aan alle soorten een beschermingsstatus toegewezen. De vier soorten worden beschouwd als 'veilig' (Least Concern of LC).